# Муса, Ахмед
Ахме́д Муса́ (англ. Ahmed Musa; род. 14 октября 1992[…], Джос) — нигерийский футболист, нападающий клуба «Кано Пилларс» и сборной Нигерии.
Был самым молодым капитаном сборной Нигерии за её историю (был назначен капитаном в возрасте 22 лет и 362 дней). Рекордсмен сборной Нигерии по сыгранным матчам. Второй бомбардир среди всех африканских футболистов в истории чемпионата России (48 голов в 135 матчах).

## Карьера

### Ранние годы
Ахмед начал заниматься футболом в футбольной академии «Аминчи».

### Карьера в Нигерии
В 2008 году Муса на правах аренды выступал за команду Джосинского медуниверситета JUTH. За команду сыграл 18 матчей, в которых 4 раза поразил ворота соперников. В 2009 году футболист отправился в свою вторую аренду, в команду «Кано Пилларс». За сезон 2009/10 он сыграл за клуб в 25 матчах, забив в них 18 голов, тем самым установив новый рекорд чемпионата Нигерии по количеству забитых мячей за сезон. Но тем не менее по окончании сезона 2010/11 рекорд футболиста был побит другим нигерийским форвардом — Джуде Анеке, который забил 20 голов.

### «ВВВ-Венло»
Следующим клубом в карьере футболиста стал нидерландский «ВВВ-Венло», в который он перешёл летом 2010 года. Но, так как футболисту на тот момент было только 17 лет, в соответствии с действующими правилами ФИФА, он мог начать выступать за новый клуб не ранее 14 октября 2010 года, когда ему исполнилось 18 лет.
30 октября Ахмед дебютировал за свою новую команду. В тот день его клуб на своём поле принимал «Гронинген». На 50 минуте матча он заработал пенальти, который реализовал марокканец Ахмед Ахаауи..
Весной 2011 года спортивный директор «ВВВ-Венло» Марио Каптейн сообщил о том, что на футболиста имеют виды скауты «Тоттенхэма» и «Аякса».
1 мая, в матче с «Фейеноордом», футболист сделал дубль и отдал одну голевую передачу, благодаря чему его команда победила со счётом 3:2 и сняла с себя все опасения о вылете из Высшей лиги Нидерландов. Всего в сезоне 2010/11 футболист провёл за «Венло» 23 матча, в которых отметился пятью забитыми мячами.
21 августа, сразу после возвращения с молодёжного чемпионата мира, футболист смог принять участие в матче третьего тура чемпионата Нидерландов 2011/12 с амстердамским «Аяксом». Ахмед забил в этой игре 2 мяча, благодаря которым его команда вела в счёте 2:0, но не смогла удержать преимущество и за 2 минуты пропустила 2 мяча. Итогом встречи стал счёт 2:2.
В декабре 2011 года спортивный директор «Венло» заявил о том, что Мусой интересуются клубы из Англии, Германии и России.

### ЦСКА (Москва)

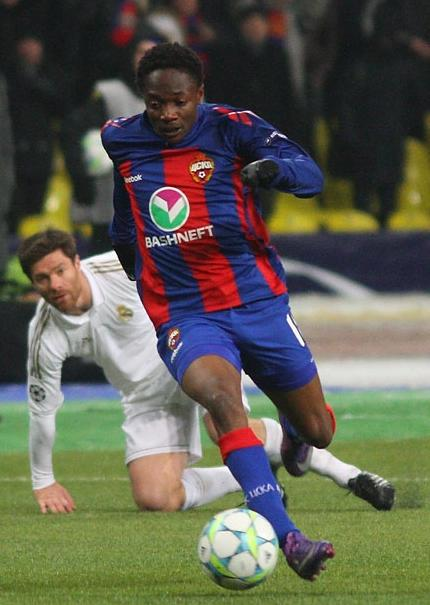
Ахмед Муса в матче с «Реалом»

7 января 2012 года «Венло» объявил о достижении договорённости с московским ЦСКА по поводу перехода Мусы в стан «армейцев». 13 января о сделке объявлено официально. На официальном сайте ЦСКА говорилось, что нигериец заключил с командой пятилетний контракт. По данным сайта transfermarkt.de, трансфер обошёлся москвичам в 5 млн евро. В ЦСКА Ахмед получил игровой номер «18».
21 февраля дебютировал за армейцев в Лиге чемпионов в матче с мадридским «Реалом» (1:1). Провёл на поле 64 минуты, после чего Леонид Слуцкий заменил его на Секу Олисе.
3 марта в матче с «Зенитом» состоялся дебют Ахмеда в российской Премьер-Лиге. Футболист вышел на поле в стартовом составе. На 68 минуте встречи забил гол, благодаря которому «армейцы» сравняли счёт — 2:2. На 89 минуте игры вместо Мусы на поле вышел Ким Ин Сон.
В первой части сезона 2012/13 в связи с серьёзными травмами Сейду Думбия и Томаша Нецида Муса стал основным центральным нападающим ЦСКА. 10 октября в матче с «Кубанью» оформил дубль. В первой же игре весенней части чемпионата забил в ворота «Крыльев Советов». Всего в сезоне 2012/13 забил 11 мячей, став лучшим бомбардиром ЦСКА и третьим бомбардиром чемпионата (наряду с Русланом Мухаметшиным).

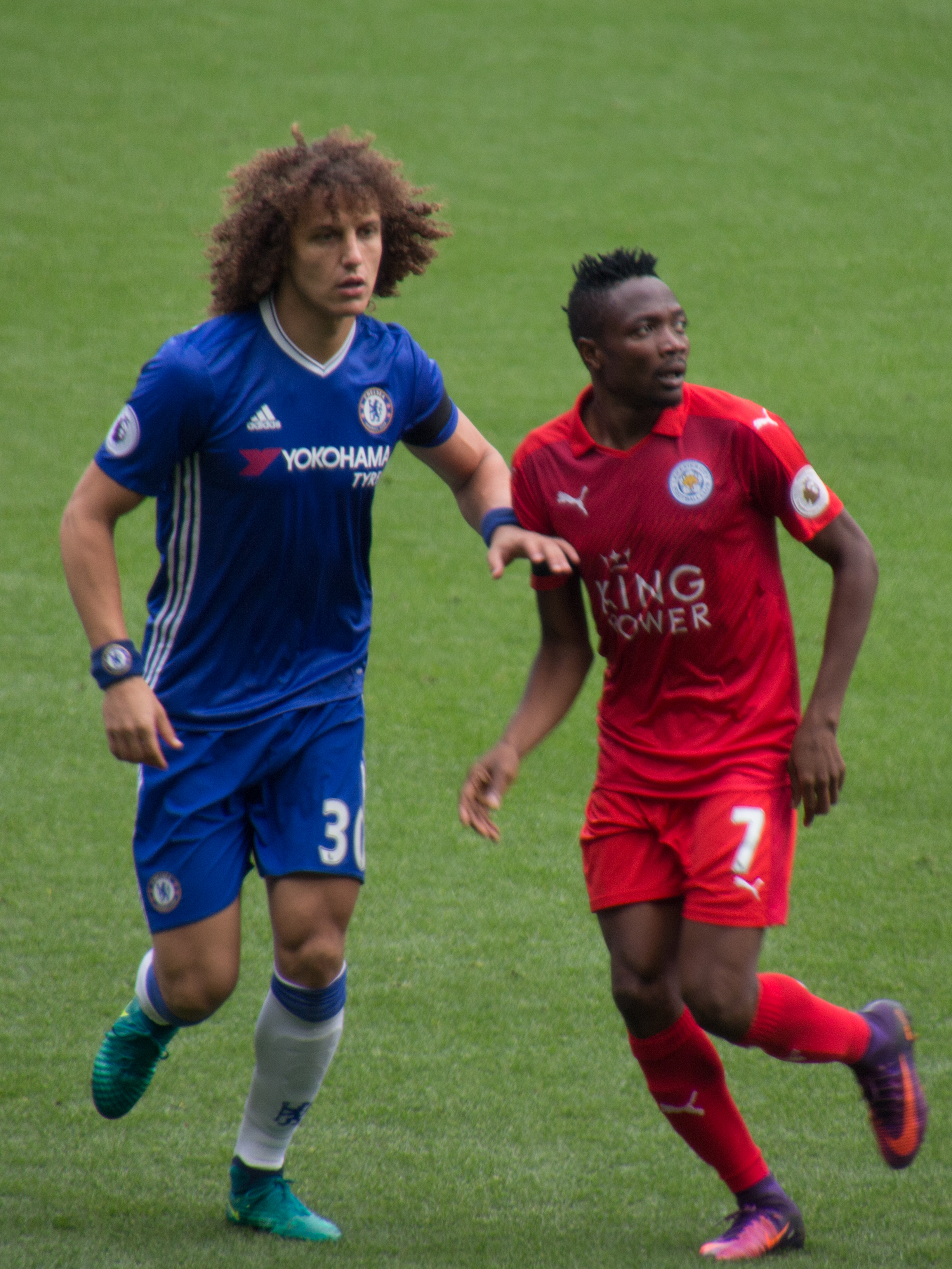
Ахмед Муса в матче против «Челси»

В сезоне 2013/14 Муса выиграл в составе ЦСКА чемпионат и Суперкубок России, весь сезон являясь игроком основы. Клубный успех позволил ему закрепиться в основе национальной сборной Нигерии, с которой он поехал на чемпионат мира, где стал лучшим бомбардиром команды.
1 июня 2015 года Муса продлил контракт с ЦСКА до лета 2019 года.

### «Лестер Сити»
3 июля 2016 года Муса перешёл в «Лестер Сити» за 19,5 млн евро. Сумма трансфера стала рекордной для «Лестер Сити». В ходе товарищеского Международного кубка чемпионов африканец оформил дубль в ворота «Барселоны», выйдя на замену в перерыве матча. 29 октября в игре с «Тоттенхэм Хотспур» забил свой первый гол в английской Премьер-лиге. В сезоне 2016/2017 футболист провёл 21 матч в чемпионате (два гола), четыре игры в Кубке Англии (два гола), один матч в Кубке Футбольной лиги, а также пять игр в Лиге чемпионов, как правило, выходя на замену. В летнее трансферное окно 2017 года Муса хотел покинуть «Лестер», перейдя в любую другую команду Премьер-лиги («Вест Бромвич Альбион» или «Брайтон»), но интерес к нему проявляли лишь «Фенербахче» и «Халл Сити», который тренировал работавший с Мусой в ЦСКА Леонид Слуцкий. В итоге Муса остался в «Лестер Сити».

#### Аренда в ЦСКА
30 января 2018 года стало известно, что Муса на правах аренды до конца сезона вернулся в ЦСКА. По словам директора ЦСКА Романа Бабаева, клубы договорились о бесплатной аренде. В команде взял 7 номер, ранее принадлежавший Зорану Тошичу. Первый гол после возвращения забил 15 марта в ответном гостевом матче 1/8 финала Лиги Европы против «Лиона» (3:2). 15 апреля сравнял счёт в матче 26-го тура чемпионата России против «Уфы» (1:1). Две голевые передачи Мусы в матче против «Амкара» (3:0) и дубль в ворота «Краснодара» в матче 27-го тура (2:1) помогли ЦСКА занять второе место в турнирной таблице. По итогам сезона 2017/2018 в составе ЦСКА Ахмед Муса сыграл в 16 матчах, забил 6 голов в чемпионате России и один гол в Лиге Европы.

### «Ан-Наср»
В августе 2018 года «Ан-Наср» гарантированно заплатил «Лестеру», владевшему правами на игрока, 14,8 миллиона фунтов за трансфер Мусы. При этом за счёт бонусов сумма может возрасти до 25 миллионов. Муса заключил 4-летний контракт с клубом.

## Карьера в сборной

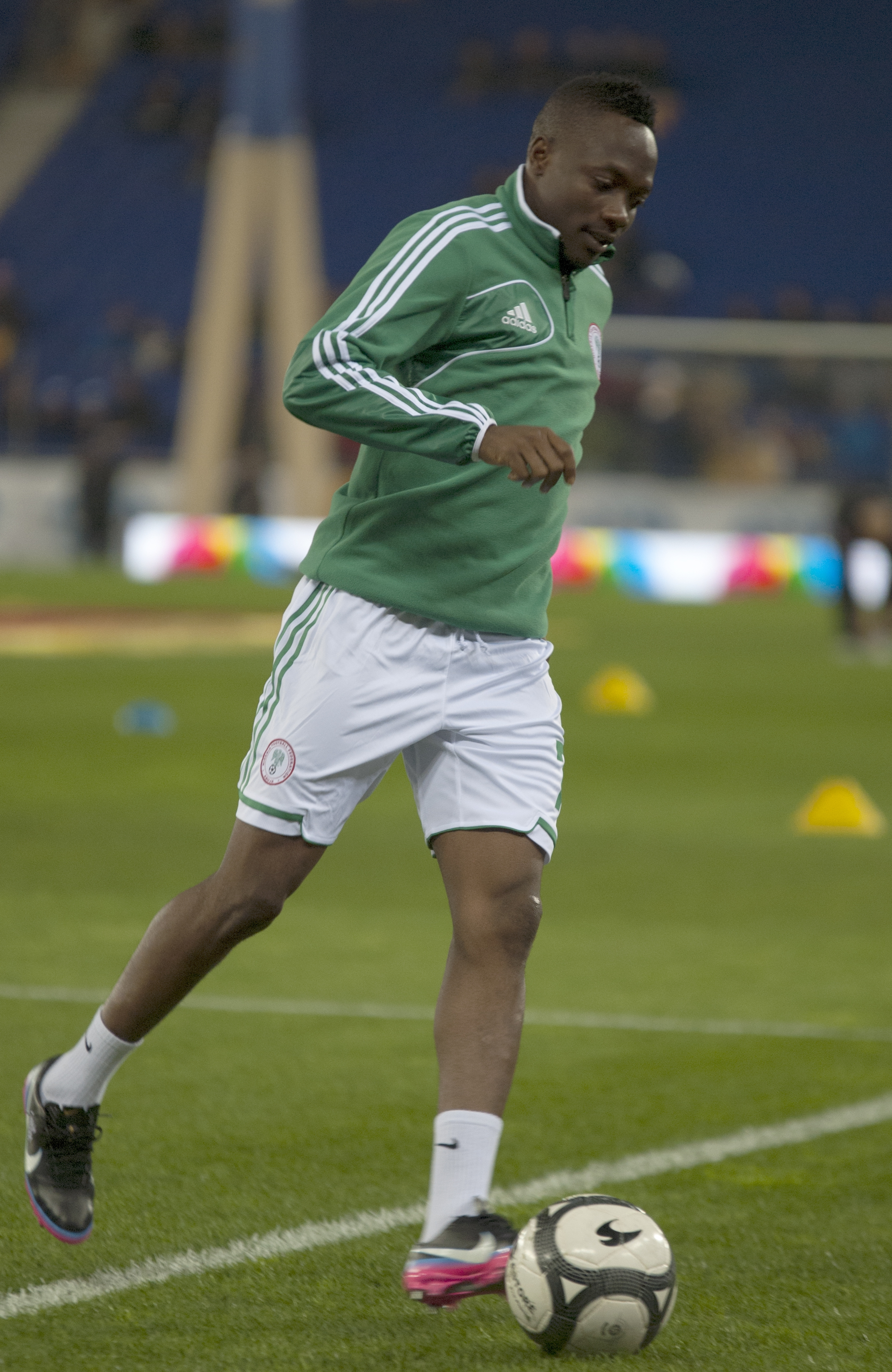
Муса в составе сборной Нигерии

С 2010 года Муса выступает за первую сборную Нигерии. Дебютировал в её составе 5 сентября в матче против сборной Мадагаскара (2:0), заменив Джона Оби Микела. Первый гол за национальную команду забил в марте 2011 года в ворота сборной Кении.
В 2011 году футболист играл за сборную Нигерии до 20 лет. В её составе он участвовал на молодёжном Чемпионате Африки 2011 и на молодёжном Чемпионате мира 2011 (провёл на этом турнире 5 матчей и забил 3 мяча, после чего был включён в список 10 кандидатов на получение Золотого мяча «Адидас», который вручается лучшему игроку молодёжного Чемпионата мира).
В феврале 2013 года вместе со сборной Нигерии стал победителем Кубка африканских наций, проходившего в ЮАР. На турнире провёл 5 матчей, в которых забил 1 гол.
В 2014 году стал лучшим бомбардиром национальной сборной на чемпионате мира в Бразилии, забив два мяча в ворота Аргентины, но матч был проигран со счётом 2:3.
В 2015 году получил национальную награду «The Nigeria Pitch Award» в номинации «Футбольный нападающий года».
11 октября 2015 года 22-летний Муса был назначен капитаном сборной.
22 июня 2018 года в матче с командой Исландии на ЧМ-2018 забил два гола и принёс своей команде победу в игре со счётом 2:0.
2 апреля 2019 года был признан лучшим игроком 2018 года в Нигерии.
16 ноября 2021 года стал рекордсменом по количеству матчей за сборную Нигерии — провёл 102 игры за национальную команду.

## Стиль игры
Муса может сыграть как на обоих краях полузащиты, так и в центре нападения. Отличается высокой скоростью.

## Достижения

### Клубные
ЦСКА
- Чемпион России (3): 2012/13, 2013/14, 2015/16,
- Серебряный призёр чемпионата России (2): 2014/15, 2017/18
- Бронзовый призёр чемпионата России: 2011/12.
- Обладатель Кубка России: 2012/13
- Обладатель Суперкубка России (2): 2013, 2014

«Ан-Наср»
- Чемпион Саудовской Аравии: 2018/19.

### Сборная Нигерии
- Обладатель Кубка Наций Западной Африки: 2010
- Победитель молодёжного Чемпионата Африки: 2011
- Победитель Кубка африканских наций: 2013
- Итого: 8 трофеев

### Личные
- Лучший бомбардир чемпионата Нигерии: 2009/10 (18 мячей)
- Лучший бомбардир Кубка России: 2012/13 (4 мяча)
- Лучший бомбардир в составе ЦСКА: 2012/13 (11 мячей)
- В списке 33 лучших футболистов чемпионата России (3): № 1 2015/16[27], № 2 2012/13, № 3 2014/15.
- Лучший нападающий Нигерии (Nigeria Pitch Awards): 2014

## Личная жизнь
Женат. Супругу зовут Джамиля. В 2013 году у пары родился сын, которого назвали Муса Ахмед, а 5 августа 2015 года — дочь.
В апреле 2017 года издание Daily Mail распространило информацию, согласно которой футболист был задержан в Лондоне и допрошен по подозрению в избиении жены. В конечном счёте Мусе не было предъявлено никаких обвинений.
В апреле 2013 года в автокатастрофе погибла сестра Мусы.

## Статистика

### Клубная
| Выступление      | Выступление      | Выступление      | Лига | Лига | Кубки | Кубки | Еврокубки | Еврокубки | Итого | Итого |
| Клуб             | Лига             | Сезон            | Игры | Голы | Игры  | Голы  | Игры      | Голы      | Игры  | Голы  |
| ---------------- | ---------------- | ---------------- | ---- | ---- | ----- | ----- | --------- | --------- | ----- | ----- |
| → JUTH F.C.      | NPFL             | 2008/09          | 18   | 4    | —     | —     | —         | —         | 18    | 4     |
| → JUTH F.C.      | Итого            | Итого            | 18   | 4    | —     | —     | —         | —         | 18    | 4     |
| → Кано Пилларс   | NPFL             | 2009/10          | 25   | 18   | —     | —     | —         | —         | 25    | 18    |
| → Кано Пилларс   | Итого            | Итого            | 25   | 18   | —     | —     | —         | —         | 25    | 18    |
| ВВВ-Венло        | Эридивизи        | 2010/11          | 23   | 5    | —     | —     | —         | —         | 23    | 5     |
| ВВВ-Венло        | Эридивизи        | 2011/12          | 14   | 3    | 1     | 0     | —         | —         | 15    | 3     |
| ВВВ-Венло        | Итого            | Итого            | 37   | 8    | 1     | 0     | —         | —         | 38    | 8     |
| ЦСКА (Москва)    | РФПЛ             | 2011/12          | 11   | 1    | 0     | 0     | 2         | 0         | 13    | 1     |
| ЦСКА (Москва)    | РФПЛ             | 2012/13          | 28   | 11   | 5     | 4     | 2         | 0         | 35    | 15    |
| ЦСКА (Москва)    | РФПЛ             | 2013/14          | 26   | 7    | 5     | 1     | 6         | 1         | 37    | 9     |
| ЦСКА (Москва)    | РФПЛ             | 2014/15          | 30   | 10   | 3     | 0     | 6         | 1         | 39    | 11    |
| ЦСКА (Москва)    | РФПЛ             | 2015/16          | 30   | 13   | 2     | 1     | 10        | 4         | 42    | 18    |
| ЦСКА (Москва)    | РФПЛ             | → 2017/18        | 10   | 6    | 0     | 0     | 6         | 1         | 16    | 7     |
| ЦСКА (Москва)    | Итого            | Итого            | 135  | 48   | 15    | 6     | 32        | 7         | 182   | 61    |
| Лестер Сити      | АПЛ              | 2016/17          | 21   | 2    | 6     | 2     | 5         | 0         | 32    | 4     |
| Лестер Сити      | АПЛ              | 2017/18          | 0    | 0    | 1     | 1     | —         | —         | 1     | 1     |
| Лестер Сити      | Итого            | Итого            | 21   | 2    | 7     | 3     | 5         | 0         | 33    | 5     |
| Всего за карьеру | Всего за карьеру | Всего за карьеру | 236  | 80   | 23    | 9     | 37        | 7         | 296   | 96    |

### В сборной
| Нигерия | Нигерия | Нигерия |
| Год     | Матчи   | Голы    |
| ------- | ------- | ------- |
| 2010    | 2       | 0       |
| 2011    | 10      | 1       |
| 2012    | 6       | 2       |
| 2013    | 17      | 2       |
| 2014    | 12      | 4       |
| 2015    | 9       | 2       |
| 2016    | 5       | 0       |
| 2017    | 5       | 0       |
| 2018    | 13      | 4       |
| 2019    | 11      | 0       |
| 2020    | 4       | 0       |
| Всего   | 94      | 15      |